# Arrows A4
Chronologie des modèles (1982)
Arrows A3 Arrows A5
L'Arrows A4 est une monoplace de Formule 1 engagée par l'écurie britannique Arrows dans le cadre du championnat du monde de Formule 1 1982. Elle est pilotée par Brian Henton, remplacé par Mauro Baldi, et par Marc Surer.

## Historique
En 1982, les pilotes de l'A4 sont Marc Surer en provenance de Theodore Racing qui vient de faire faillite et Mauro Baldi, néophyte en Formule 1. L'Arrows A4 est une voiture peu fiable et compétitive comme en témoignent ses nombreux abandons et non-qualifications mais quand ses pilotes arrivent à terminer une course, ils se classent à chaque fois parmi les dix premiers, sauf à Las Vegas.
Arrows inscrit ses premiers points au bout du sixième Grand Prix (Marc Surer au Canada) puis Baldi marque son premier point en Formule 1 aux Pays-Bas. Les pilotes peinent à qualifier correctement l’A4 puis l’A5 (à partir du Grand Prix de Suisse) et ne ramènent qu’un nouveau point chacun. 
La saison se solde par 5 points inscrits et la onzième place du championnat constructeurs devant ATS et derrière Alfa Romeo. À la suite de ces résultats calamiteux, les sponsors Ragno et Nordica indiquent qu'ils ne reconduisent pas leur partenariat avec Arrows. Marc Surer finit vingt-et-unième du championnat pilote devant Bruno Giacomelli et derrière Jean-Pierre Jarier et Mauro Baldi finit vingt-cinquième devant Chico Serra et derrière Manfred Winkelhock.

## Résultats en championnat du monde de Formule 1
| Saison | Écurie             | Moteur               | Pneus    | Pilotes      | Courses | Courses | Courses | Courses | Courses | Courses | Courses | Courses | Courses | Courses | Courses | Courses | Courses | Courses | Courses | Courses | Points inscrits | Classement |
| Saison | Écurie             | Moteur               | Pneus    | Pilotes      | 1       | 2       | 3       | 4       | 5       | 6       | 7       | 8       | 9       | 10      | 11      | 12      | 13      | 14      | 15      | 16      | Points inscrits | Classement |
| ------ | ------------------ | -------------------- | -------- | ------------ | ------- | ------- | ------- | ------- | ------- | ------- | ------- | ------- | ------- | ------- | ------- | ------- | ------- | ------- | ------- | ------- | --------------- | ---------- |
| 1982   | Arrows Racing Team | Ford Cosworth DFV V8 | Michelin |              | AFS     | BRÉ     | EUO     | SMR     | BEL     | MON     | EUE     | CAN     | P-B     | GBR     | FRA     | ALL     | AUT     | SUI     | ITA     | LVE     | 5               | 11e        |
| 1982   | Arrows Racing Team | Ford Cosworth DFV V8 | Michelin | Brian Henton | Nq      | Nq      | Abd     |         |         |         |         |         |         |         |         |         |         |         |         |         | 5               | 11e        |
| 1982   | Arrows Racing Team | Ford Cosworth DFV V8 | Michelin | Mauro Baldi  | Nq      | 10e     | Nq      |         | Abd     | Nq      | Abd     | 8e      | 6e      | 9e      | Abd     | Abd     | 6e      | Nq      |         | 11e     | 5               | 11e        |
| 1982   | Arrows Racing Team | Ford Cosworth DFV V8 | Michelin | Marc Surer   |         |         |         |         | 7e      | 9e      | 8e      | 5e      | 10e     | Abd     | 13e     | 6e      | Abd     |         | Abd     |         | 5               | 11e        |

Légende : ici 